# Einsatzstab Reichsleiter Rosenberg

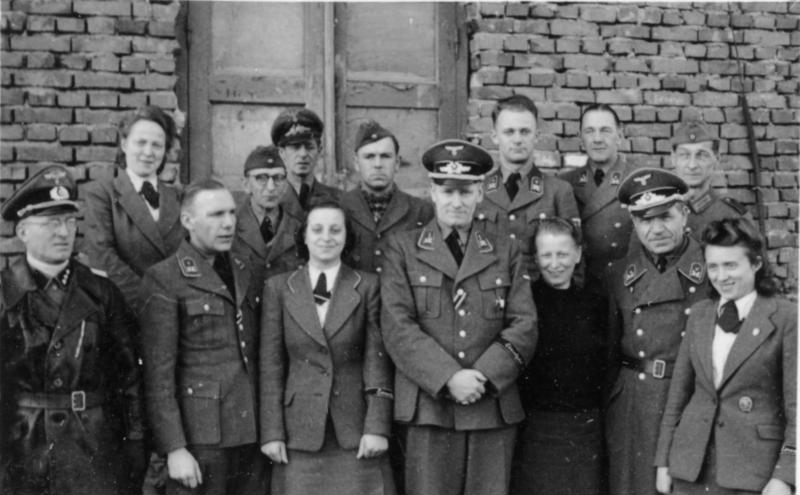
Personal från Einsatzstab Reichsleiter Rosenberg i Minsk, mars 1943.

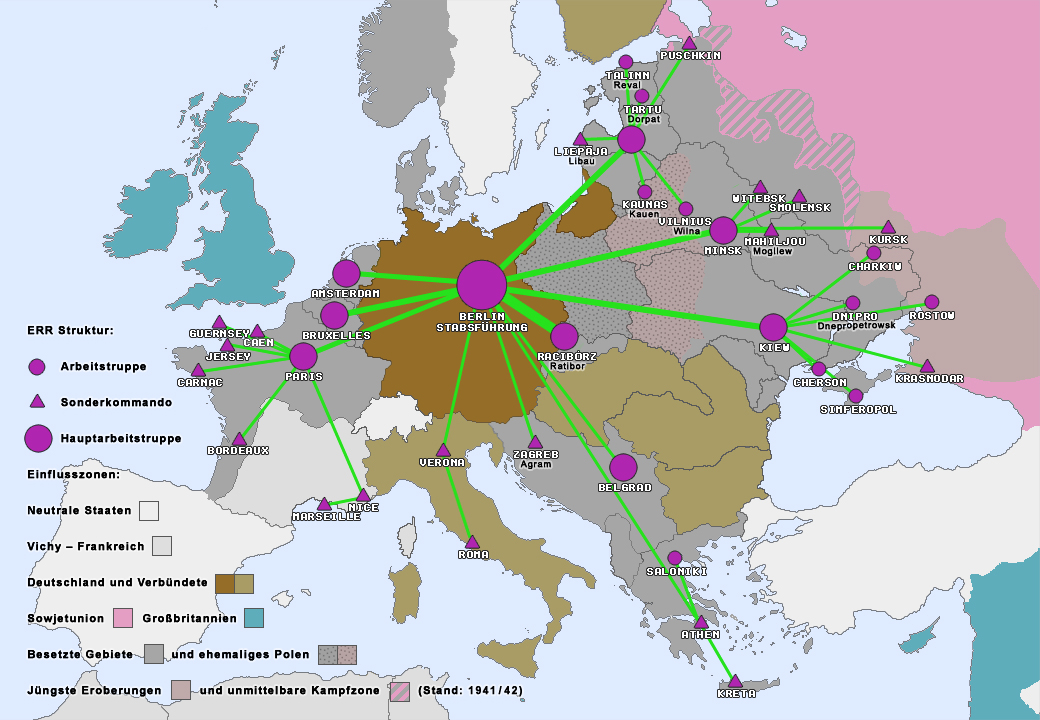
Geografisk organisationsstruktur för Einsatzstab Reichsleiter Rosenberg.

Einsatzstab Reichsleiter Rosenberg, ERR, var en tysk nazistisk myndighet som grundades den 17 juli 1940. Den hade till uppgift att plundra de av Nazityskland ockuperade områdena på bland annat konstskatter, musik och värdefull litteratur. Högste ansvarig var Alfred Rosenberg. Plundringen av konst skedde i synnerhet från franska judar och från ett antal judar i Belgien under åren 1940–1944. Konsten samlades i Jeu de Paumebyggnaden i parken vid Tuilerierna i Paris. En sökbar databas med över 20 000 registreringskort och fotografier har nu skapats med benämningen Cultural Plunder by the Einsatzstab Reichsleiter Rosenberg.

## Tjänstgöringsgrader
- Obersteinsatzführer
- Oberstabseinsatzführer
- Stabseinsatzführer
- Haupteinsatzführer
- Obereinsatzführer
- Einsatzführer
- Stabseinsatzhelfer
- Hauptseinsatzhelfer
- Obereinsatzhelfer
- Einsatzhelfer

## Personer knutna till ERR
- Kurt von Behr
- Georg Eberts
- Georg Leibbrandt
- Hans Strobel
- Gerhard Utikal